# دائرة أولف
دائرة أولف تعتبر جزء مهم من ولاية أدرار تقع على هضبة تيديكيلت أي إلى الشرق من الولاية. تضم هذه الدائرة اربع بلديات هي :
- أولف
- تيمقطن
- أقبلي
- تيط.

تعتبر منطقة شبه زراعية حاليا إذ يتمثل إنتاجها في البشنة والتمر.